# Gasthaus Am Bock

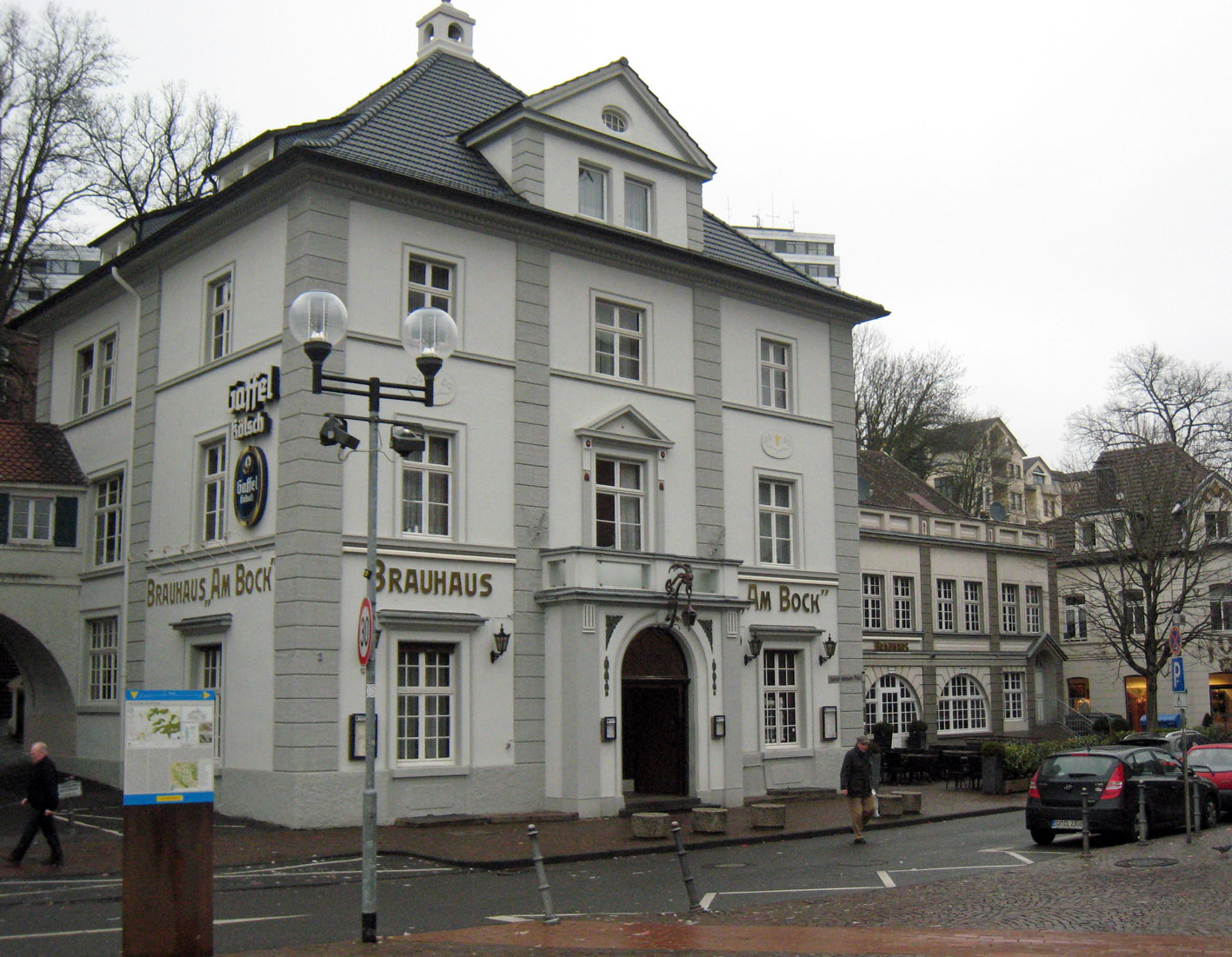
Brauhaus Am Bock 2012

Das Gasthaus Am Bock steht am Konrad-Adenauer-Platz 2 in der Stadtmitte von Bergisch Gladbach im Rheinisch-Bergischen Kreis. Es ist auch bekannt als Brauhaus Am Bock.

## Geschichte

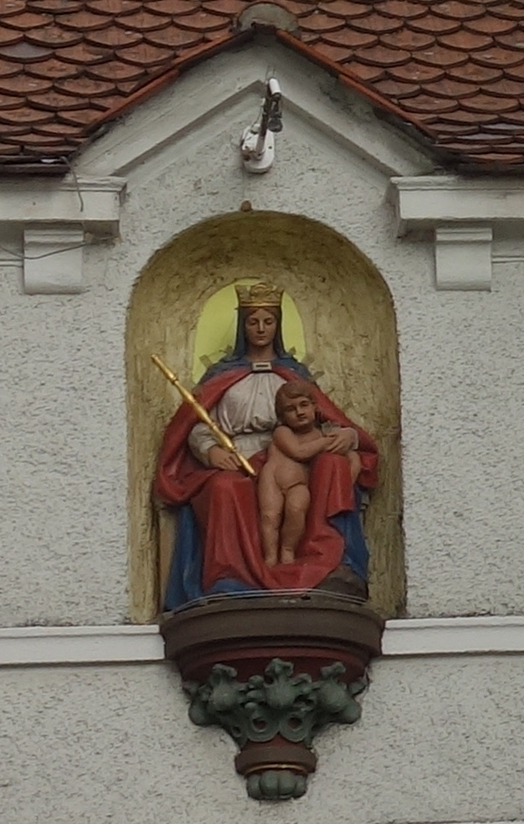
Skulptur Maria mit dem Jesuskind am Bogengang zum Rathaus

Das Wirtshaus am Bock liegt an der Laurentiusstraße unmittelbar neben dem Historischen Rathaus und gegenüber der Laurentiuskirche am Bergisch Gladbacher Markt. Es zählt zu den ältesten Gaststätten im Bergischen Land. An der heutigen Laurentiusstraße erstreckte sich seit dem Mittelalter das Bocker Gut, das auch schon früh eine Gastwirtschaft beherbergte. Hier konnten sich die Kirchgänger nach der Messe vor dem weiten Heimweg noch stärken. Vor dem Bocker Gut floss der Bocker Bach aus Richtung der heutigen Laurentiusstraße und mündete in der Strunde. Der Bocker Bach wurde im 19. Jahrhundert kanalisiert („überwölbt“). In der Karte von 1870 ist dieses Stück gestrichelt verzeichnet. 

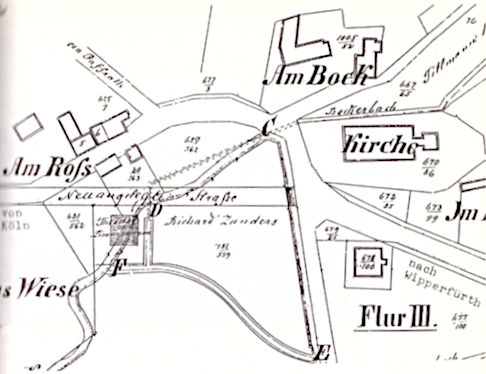
Marktplatz um 1870 mit dem Gut Am Bock

Der Gastwirt Jean Kierdorf beauftragte 1905 den Architekten Ludwig Bopp zur Planung eines Neubaus, um die Lücke zwischen dem neu erbauten Rathaus und seinen Ställen zu schließen. Die Stadt übernahm dafür die Planungskosten. Bopp errichtete einen Baukörper im klassizistischen Stil. Östlich angrenzend gestaltete er die dort stehenden Ställe zu einem Festsaal. Zwischen Rathaus und Gasthaus entstand ein Bogengang, durch den der Weg zum oberhalb gelegenen Krankenhaus Maria Hilf führte.
Am Bogengang befindet sich eine Skulptur, welche Maria mit dem Jesuskind darstellt.

### Geschichte des Wohnplatzes
Die Lage ist spätestens ab der Topographischen Aufnahme der Rheinlande von 1824 auf Messtischblättern regelmäßig ohne Namen verzeichnet. Als Wohnplatz der Bürgermeisterei Bergisch Gladbach und der Pfarre Gladbach ist sie in amtlichen preußischen Statistiken bis 1885 aufgeführt.
| Jahr | Einwohner | Wohn- gebäude | Kategorie |
| ---- | --------- | ------------- | --------- |
| 1822 | 8         |               | Wirtshaus |
| 1830 | 34        |               | Wirtshaus |
| 1845 | 9         | 1             | Wirtshaus |
| 1871 | 23        | 1             | Hofstelle |
| 1885 | 13        | 1             | Wohnplatz |

## Baudenkmal
Das Gebäude ist als Baudenkmal Nr. 132 in die Liste der Baudenkmäler in Bergisch Gladbach eingetragen.